# Meidling (Wiener Bezirksteil)
Meidling ist der namensgebende Bezirksteil des 12. Wiener Gemeindebezirks Meidling. Der im 12. Jahrhundert gegründete Ort wurde 1806 in die Gemeinden Obermeidling und Untermeidling geteilt, die 1890/1892 zu Wien eingemeindet wurden.

## Geographie

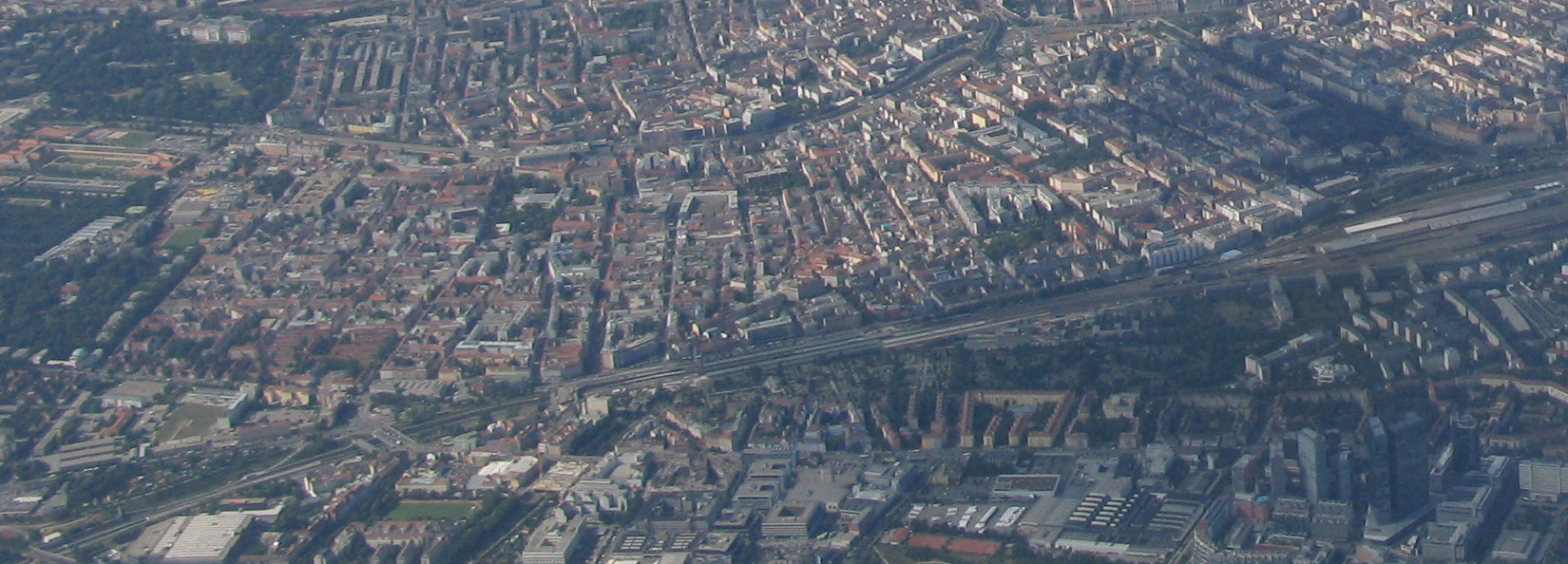
Luftbild von Meidling, Blick von Süden

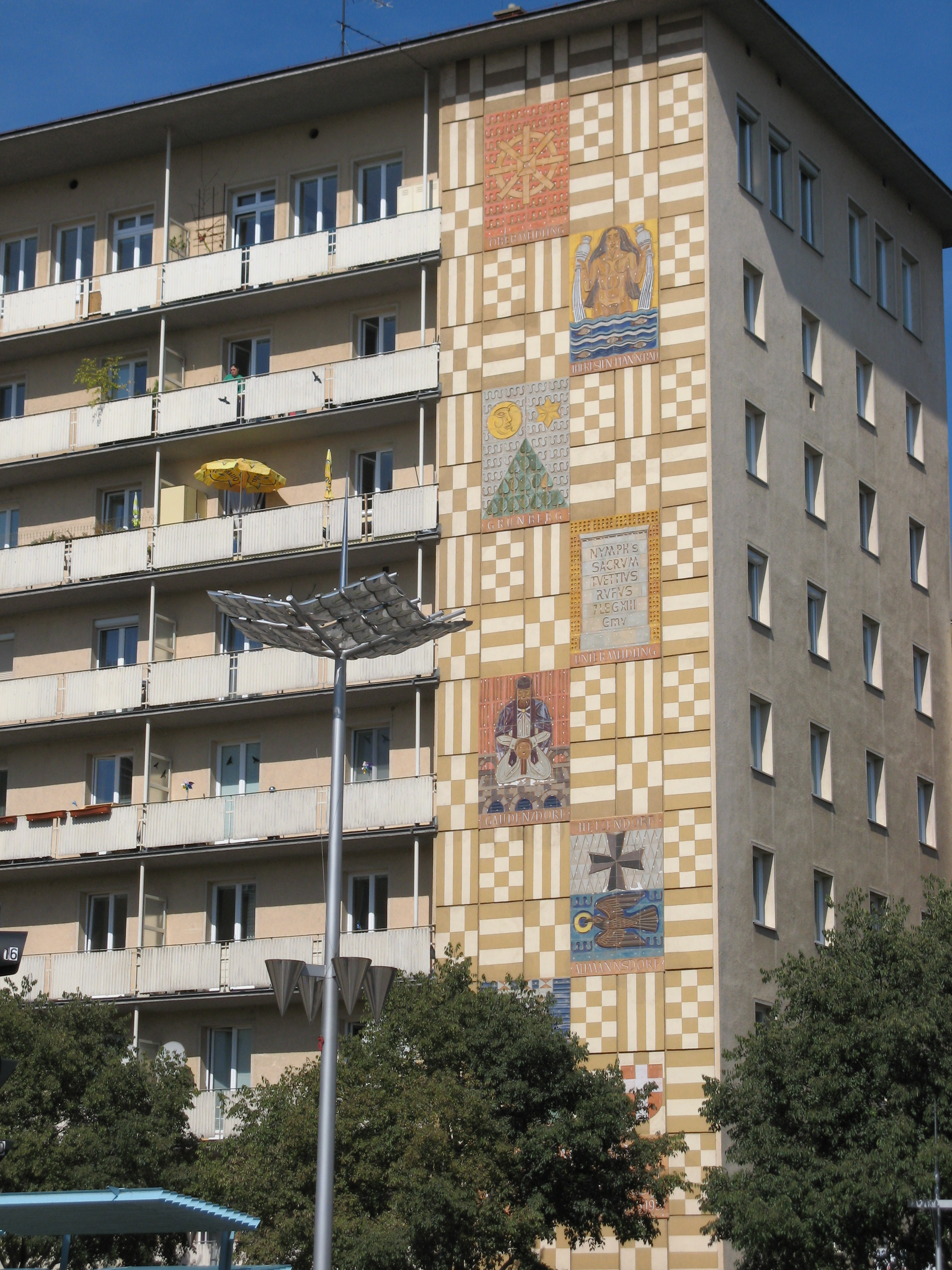
Der August-Fürst-Hof an der Meidlinger Hauptstraße mit der Darstellung der Wappen der Meidlinger Bezirksteile

Meidling bildet eine der 89 Wiener Katastralgemeinden und erstreckt sich über eine Fläche von 318,61 Hektar. Der Bezirksteil liegt im Norden des Gemeindebezirks am Wienfluss zwischen Schloss Schönbrunn und Gürtel. Das historische Zentrum des früheren Straßendorfs befindet sich an der Meidlinger Hauptstraße zwischen Lobkowitzbrücke und Tivoligasse. Die südliche Grenze Meidlings zu den Bezirksteilen Altmannsdorf und Hetzendorf wird unter anderem von der Wienerbergstraße, der Edelsinnstraße und dem Schwetzweg gebildet.

## Geschichte
Das Gebiet von Meidling war bereits in der Altsteinzeit und der Römerzeit besiedelt. Gegründet wurde der Ort vermutlich im Jahr 1106 zeitgleich mit dem Stift Klosterneuburg, das von Markgraf Leopold III. Ländereien unter anderem auf Meidlinger Gebiet zugesprochen bekam. Die erste urkundliche Erwähnung Meidlings als Mwerlingen (Murlingen) datiert auf das Jahr 1146 und findet sich in einer Bulle von Papst Eugen III.
Im Mittelalter und in der frühen Neuzeit wurde Meidling wiederholt durch kriegerische Auseinandersetzungen schwer in Mitleidenschaft gezogen: 1485 durch die Belagerung seitens Matthias Corvinus am Hundsturm, 1529 durch die Erste Wiener Türkenbelagerung und 1683 durch die Zweite Wiener Türkenbelagerung. Schwere Schäden verursachten auch Überschwemmungen des Wienflusses und Seuchen. In wirtschaftlicher Hinsicht war vom 14. bis ins 18. Jahrhundert der Weinbau von zentraler Bedeutung.
Die Errichtung von Schloss Schönbrunn Ende des 17. Jahrhunderts und die Wiederentdeckung der schwefelhaltigen Quelle des Theresienbades im Jahr 1755 förderten die Entwicklung des Orts. Industrie- und Handwerksbetriebe wurden Ende des 18. Jahrhunderts in Meidling angesiedelt, darunter die von Maria Theresia 1765 gegründete k.k. Wollzeugfabrik. Auf Grund des Wachstums des Orts bestanden bereits 1784 Pläne zu einer Teilung, die jedoch erst 1806 durch die Trennung in die Gemeinden Obermeidling und Untermeidling umgesetzt wurden. Seit der Wiener Stadterweiterung von 1890/1892 bildet Meidling gemeinsam mit weiteren ehemaligen Vorortgemeinden den 12. Wiener Gemeindebezirk.

## Kultur und Sehenswürdigkeiten

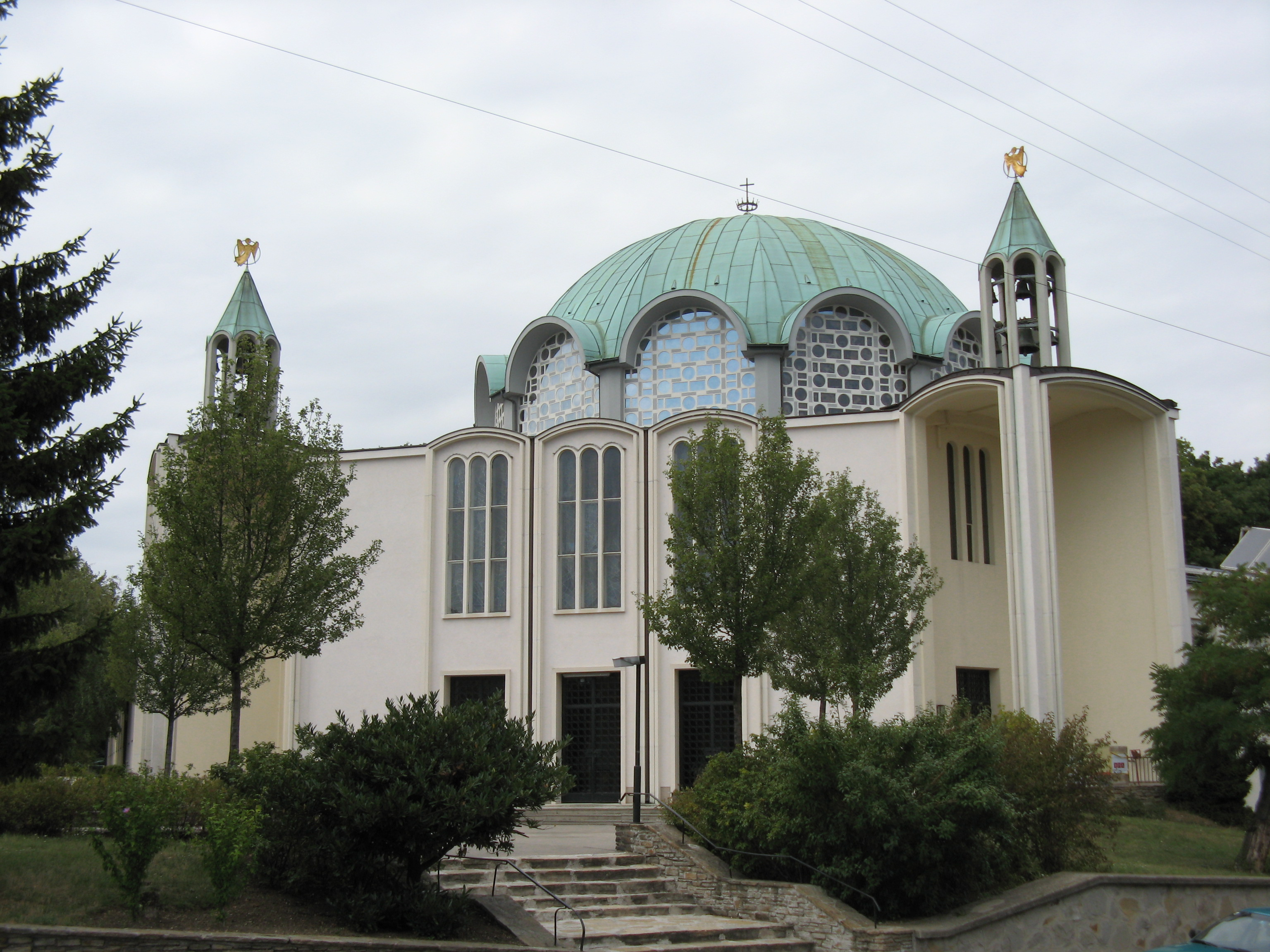
Gatterhölzlkirche

Im Bezirksteil befinden sich neben der historistischen Meidlinger Pfarrkirche und der Anfang des 20. Jahrhunderts erbauten Klosterkirche der Kreuzschwestern mehrere Sakralbauten aus den 1950er Jahren: die Kirche Namen Jesu, die Kirche Maria Empfängnis, die Kirche Maria Lourdes und die Gatterhölzlkirche. An der Grenze zu Altmannsdorf steht mit dem Schieferlkreuz ein alter Bildstock. Auf dem Areal der Hans-Mandl-Berufsschule sind das Bezirksmuseum Meidling und das Museum Brennpunkt untergebracht. Das 1887 durch das Büro Fellner & Helmer errichtete Springer-Schlössl wird seit 1975 als Seminarhotel genutzt.
Im Bezirksteil liegen außerdem zahlreiche denkmalgeschützte Gemeindebauten aus der Zwischenkriegszeit wie Am Tivoli, Am Wienerberg, Bebelhof, Fröhlichhof, Fuchsenfeldhof, Haydnhof, Indianerhof, Leopoldine-Glöckel-Hof, Liebknechthof, Lorenshof, Reismannhof und Simonyhof. Zu den wenigen Parkanlagen im dicht verbauten Bezirksteil zählen der Haydnpark und der Wilhelmsdorfer Park.

## Wirtschaft und Infrastruktur
Im Norden von Meidling steht das Bezirksamt für den 12. Gemeindebezirk. Beim Meidlinger Friedhof im Süden des Bezirksteils befinden sich mehrere große Infrastruktureinrichtungen. Dazu zählen der 1841 eröffnete Bahnhof Wien Meidling, die Meidlinger Kaserne sowie das Unfallkrankenhaus Meidling und das Rehabilitationszentrum Meidling.

## Persönlichkeiten
- Hieronymus Payer (1787–1845), Komponist und Pianist
- Franz Schneiderhan (1863–1938), Kulturfunktionär